# Zyzomys maini
Zyzomys maini là một loài động vật có vú trong họ Chuột, bộ Gặm nhấm. Loài này được Kitchener mô tả năm 1989.